# Dendrochilum oreophilum
Dendrochilum oreophilum là một loài thực vật có hoa trong họ Lan. Loài này được (Ames) L.O.Williams mô tả khoa học đầu tiên năm 1952.